# بيتر بوليك
بيتر بوليك (بالتشيكية: Petr Bolek)‏ (ولد في 13 حزيران / يونيه 1984) هو لاعب كرة قدم تشيكي يلعب كحارس مرمى يلعب حاليا مع بانيك سوكولوف على قرض من فيكتوريا بلزن.

## نادي سينيتسا
انتقل إلى نادي سينيتسا في شباط / فبراير 2010.

## وصلات خارجية
- قالب:Fotbal DNES
- بيتر بوليك على موقع الاتحاد الأوربي (الإنجليزية)
- بيتر بوليك على موقع اتحاد تركيا (لاعب) (الإنجليزية)
- بيتر بوليك على موقع قاعدة بيانات كرة القدم.إي يو (الإنجليزية)
- بيتر بوليك على موقع Soccerway.com (الإنجليزية)
- بيتر بوليك على موقع عالم كرة القدم.نت (الإنجليزية)
- بيتر بوليك على موقع AS.com (الإسبانية)